# سايجيك
سايجيك (بالإنجليزية: Sygic)‏ هي شركة سلوفاكية لأنظمة الملاحة العالمية للهواتف المحمولة. تأسَّست الشركة في عام 2004 ويقعُ مقرها في براتيسلافا بدولة سلوفاكيا. أصبحت أوّل شركة تُقدم خدمة الملاحة للهواتف الذكية العامِلة بنظامي أندرويد وآي أو إس. بحلول عام 2015؛ وصلت سايجيك إلى 100 مليون عملية تنزيل لتطبيق الملاحة الخاص بها.

## التاريخ
تأسّست الشركة في عام 2004 من قبل مايكل ستينشل (بالسلوفاكية: Michal Štencl)‏ ومارتين كاليس (بالسلوفاكية: Martin Kališ)‏ بالإضافةِ إلى بيتر بيشو (بالسلوفاكية: Peter Pecho)‏. يشغلُ مايكل منصبَ الرئيس التنفيذي للشركة منذ تأسيسها. في عام 2009؛ أصبحت سايجيك أول شركة في العالم تُقدّم نظام تحديد المواقع العالمي (GPS) لنظام الملاحة على أجهزة آي فون. في عام 2015؛ وصلت الشركة إلى 100 مليون عملية تنزيل لتطبيق الملاحة الخاص بها. في العام الموالي؛ استحوذت سايجيك على شركة تريبوماتيك التشيكية لتوسيع خدماتها لتخطيطِ وإدارة السفر.

## نظرة عامة
تعمل أنظمة الملاحة سايجيك على الهواتف المحمولة والأجهزة اللوحية المزودة بنظام تحديد المواقع العالمي وتَستخدم إشارات الشاشة والصوت لتوفير معلومات وتوجيهات تخضّ السفر بالإضافةِ إلى تحديثات حول حركة المرور ومعلومات أخرى حولَ الرادارات والسرعة المسموح بها ومواقف السيارات واقتراحات حولَ أسعار الغاز وأماكن تواجد محطّات بيعه.
أطلقت شركة سايجيك تطبيقها للهواتف المحمولة والذي حملَ اسم الشركة ذاته. يُعدّ التطبيق كاملًا من حيثُ الميزات كما يُركّز مطوروه على قابليته للاستخدام على نطاقٍ واسعٍ. يمكنُ استخدامه سواءً أكنتَ متصلًا بالإنترنت أم لا ويعملُ على أنظمة التشغيل أندرويد وآي أو إس وويندوز فون بالإضافةِ إلى سيمبيان كما يقدم خرائط لأكثر من 200 دولة في العالم ويعمل بأكثر من 30 لغة.
يستخدم تطبيق سايجيك للملاحة خرائط ثنائية وثلاثية الأبعاد من توم توم للاستخدام في كلّ الحالات. حيثُ يمكن لمستخدمي التطبيق تنزيل الخرائط على أجهزتهم واستخدامها في المواقف التي يحتاجون فيها إلى التنقل في الحالات التي لا يكونُ لديهم فيها اتصال بالإنترنت. يقومُ سايجيك أيضًا بتحسين أحجام تنزيل البيانات للسماح للمستخدمين باستخدام الخرائط في وضع عدم الاتصال أثناء استخدام الحد الأدنى من الذاكرة على أجهزتهم. لدى التطبيق بيانات تفصيلية ودقيقة حول مدن «الدول المُتقدّمة» بما في ذلك الولايات المتحدة وبعض الدول في القارة الأوروبية بينما يعملُ على تطوير وتحديث خرائط باقي الدول. بشكلٍ عام كلما كان حجمُ الخريطة أكبر؛ كلما كانت تتوفرُ على تفاصيل أكثر وأكثر فعلى سبيل المثال لا الحصر يبلغُ حجم خريطة ولاية كاليفورنيا 330 ميغابايت وهي مُفصّلة جدًا حيثُ تحتوي على كافّة شوارع الولاية وجميع البيانات اللازمة للتنقل ومعلومات أخرى حول النقاط المهمة فضلاً عن المعالم والتضاريس ثلاثية الأبعاد وهكذا.  

يُمكن استعمال تطبيق سايجيك للملاحة بأكثر من 30 لغةً بما في ذلك الصينية والعربية والفارسية واليونانية والروسية والعديد من اللغات الأوروبية. في عام 2016 ، أنشأ سايجيك مشروع ترجمة على موقع كرودين من أجلِ الوصول لتطبيق مُتكامل يضمّ جميع اللغات. يعتمدُ سايجيك في معلوماته الدوريّة في حركة على البيانات من توم توم الذي يقومُ بجمعِ معلومات المرور من أكثر من 400 مليون سائق ويتم تحديثها كل دقيقتين. في سياسة الخصوصيّة؛ يذكرُ الموقع التالي: 
.

## جوائز
تم تكريم سايجيك من قبلِ شركة ديلويت
- شركة التكنولوجيا السادسة الأسرع نموًا في أوروبا الوسطى والشرقية لعامي 2007 و2008[12]
- الشركة التكنولوجية الثانية الأسرع نمواً في أوروبا الوسطى والشرقية لعام 2009[13]
- شركة التكنولوجيا الـ 13 الأسرع نموا في التكنولوجيا في أوروبا الوسطى والشرقية لعام 2010 والـ 143 في أوروبا والشرق الأوسط وأفريقيا[14]